# راب سیمونسن
راب سیمونسن (انگلیسی: Rob Simonsen؛ زادهٔ ۱۱ مارس ۱۹۷۸) موسیقی‌دان اهل ایالات متحده آمریکا است.
از فیلم‌ها یا مجموعه‌های تلویزیونی که وی در آن‌ها نقش داشته است، می‌توان به نجیب‌زادگان اشاره نمود.